# Quisiera ser (canción de Alejandro Sanz)
«Quisiera ser» es una canción escrita e interpretada por el cantante español Alejandro Sanz de su sexto álbum de estudio, El alma al aire (2000). El sencillo fue lanzado en un EP de cuatro tracks: «Quisiera ser», «Cuando nadie me ve» y dos mezclas adicionales de «Quisiera ser». El videoclip de la canción fue dirigido por Alejandro Toledo y lo protagoniza la modelo española Esther Cañadas.
«Quisiera ser» está incluida en MTV Unplugged, su segundo álbum en vivo, producido por el chileno-estadounidense Humberto Gatica y lanzado en 2001. En 2002, «Quisiera ser» fue interpretado en directo en los 44 Premios Grammy como un dúo entre Alejandro Sanz y Destiny's Child con letra en español e inglés.

## Interpretaciones en los Grammy
En 2002 durante los 44.ª edición de los Premios Grammy, Sanz interpretó "Quisiera Ser" junto con Destiny's Child. La canción fue incluyó una porción en inglés cantada por Beyoncé en el puente de la canción. La idea de incluir una versión en inglés de "Quisiera Ser" en un álbum anglo de Sanz fue abandonada, pues Beyoncé se encontraba filmando "Goldmember" en ese momento.
Sanz recibió en 2017 el premio a Personal del Año de la Academia Latina de la Grabación.  "Quisiera ser" fue interpretada en vivo por Camila Cabello y Juanes.

## Recopilación de discos y vídeos
La canción "Quisiera Ser" ha sido incluida en compilaciones y videos de Alejandro Sanz y varios artistas lanzados por WEA International y en 2017 por Universal Music.
- Varios Artistas - "People en Español:  Latin Pop", 2002
- Alejandro Sanz - Grandes Éxitos, 1991-2004
- Alejandro Sanz - Los Videos 97_04
- Alejandro Sanz - Colección Definitiva, 2011
- Alejandro Sanz - +Es+

## Posicionamiento en listas

### Listas semanales
| Año  | Lis                                    | Posición | Semanas en lista |
| ---- | -------------------------------------- | -------- | ---------------- |
| 2000 | Billboard Hot Latin Songs              | 17       | 16               |
| 2000 | Billboard Latin Pop Airplay            | 13       | 23               |
| 2000 | Billboard Latin Tropical/Salsa Airplay | 9        | 15               |

### Listas anuales
| Año  | Lista                       | Posición |
| ---- | --------------------------- | -------- |
| 2001 | Billboard Latin Pop Airplay | 25       |